# Erythroxylum occultum
Erythroxylum occultum är en tvåhjärtbladig växtart som beskrevs av T. Plowman. Erythroxylum occultum ingår i släktet Erythroxylum och familjen Erythroxylaceae. Inga underarter finns listade i Catalogue of Life.